# Tremblay-les-Villages
Tremblay-les-Villages – miejscowość i gmina we Francji, w Regionie Centralnym, w departamencie Eure-et-Loir.
Według danych na rok 1990 gminę zamieszkiwało 1451 osób, a gęstość zaludnienia wynosiła 23 osoby/km² (wśród 1842 gmin Regionu Centralnego Tremblay-les-Villages plasuje się na 272. miejscu pod względem liczby ludności, natomiast pod względem powierzchni na miejscu 39.).